# Усадище (Лавровская волость)
Усадище — деревня в Печорском районе Псковской области России. Входит в состав сельского поселения «Лавровская волость».
Расположена на юго-востоке волости, в 10 км к востоку от волостного центра, деревни Лавры и в 41 км к югу от райцентра, города Печоры.

## Население
Численность населения деревни по оценке на конец 2000 года составляла 20 жителей.
| 2000 | 2001 | 2002 | 2010 |
| ---- | ---- | ---- | ---- |
| 20   | →20  | ↘15  | ↗18  |